# Жан-Луї Акпа-Акпро
Жан-Луї́ Акпа́-Акпро́ (фр. Jean-Louis Akpa-Akpro, нар. 4 січня 1985, Тулуза) — французький футболіст, нападник клубу «Транмер Роверз». Його молодший брат, Жан-Данієль, також футболіст.

## Ігрова кар'єра
У дорослому футболі дебютував 2003 року виступами за команду клубу «Тулуза», в якій провів чотири сезони, взявши участь у 37 матчах чемпіонату.
Згодом з 2007 по 2012 рік грав у складі команд клубів «Брест», «Брюссель», «Грімсбі Таун» та «Рочдейл».
До складу клубу «Транмер Роверз» приєднався 2012 року. Наразі встиг відіграти за клуб з Ліверпуля 16 матчів в національному чемпіонаті.